# Полибот
Полибот (на старогръцки: Πολυβώτης) в древногръцката митология е хтонично божество - гигант, син на Гея и Тартара (с участие на кръвта на кастрирания Уран), участвал във войната срещу Олимпийските богове (гигантомахия). Бил роден, за да убие Посейдон. Ръстът му достигал 12 метра, освен това Полибот имал драконови крака и бил въоръжен като ретиарий (воин с тризъбец и мрежа). В косата си имал гнездо отровни змии базилиски. Мразел морето и копнеел жестоко да приключи с Посейдон.
Когато накрая на гигантомахията се разбрало, че боговете печелят, Полибот се хвърлил в морето и заплувал към остров Кос. Посейдон тръгнал да го преследва. Богът на моретата настигнал гиганта и го принудил да се сражава. Започнала кървава битка между Посейдон и Полибот. Пристигнали кораби на герои, които засипвали гиганта с множество стрели. Така Посейдон успял да надвие противника си. С тризъбеца си откъртил грамаден къс земя и с него затрупал Полибот. По този начин се образувал остров Нисирос.

## Етимология
Според литературата на Рик Риърдън латинският вариант на името на гиганта - Polybotes - е напълно идентичен с гръцкия и означава «много за хранене» - напълно подходящ за алчния характер на Полибот.

## Роля в гигантомахията
Полибот бил един от основните гиганти противници на олимпийците, също се числил сред най-могъщите исполини, заедно с Порфирион и Алкионей. Освен това бил противник на самия Посейдон, изключително опасен боец. И в митовете, и в литературата е описван като могъщо, първично(поради произхода му от Гея, Тартар и Уран)и необуздано същество. По време на гигантомахията винаги бил в центъра на събитията, а когато побягнал, бил сразен от Посейдон. Неоспорима е първостепенната му позиция по време на сблъсъка с Олимпийските богове. Известен е в тези сфери, като други съперници на боговете - титаните. Не внушавал почит и слава, но внасял страх на бойното поле. Убит в безчестие, но не и забравен. 

## Литературен герой
В книгите 2-ра и 4-та от поредицата «Героите на Олимп» на Рик Риърдън фигурира Полибот като литературен герой. Детайлите за него там са смес от реална митология и художествена измислица, подпомагаща за строежа на сюжета в поредицата. Въпреки това са се запазили правдоподобни части от неговия характер. Там също Полибот е важен герой, който е като «костта в гърлото на боговете». Описван като опасен враг, също като в митологията. 

## Наследство
Двубоят на Посейдон и Полибот е често срещан сюжет в изкуството на Древна Гърция. Поради значимостта си в гигантомахията Полибот оставил богато културно наследство. Митологично не губи известността си, подобно на Порфирион и Алкионей, също като тях става литературен герой на Рик Риърдън. Описван в «Старогръцки митове и легенди» на Петър Кърджилов. Част е от сюжета на гигантомахията, който е включен в барелефите на Пергамския олтар. Участва в изображението върху амфора в Лувъра. Според Павзаний в Атина съществували статуи, чернофигурни или краснофигурни съдини и други находки, илюстриращи битката на Полибот и Посейдон.